# The Grime and the Glow
The Grime and the Glow (с англ. — «Грязь и сияние») — дебютный студийный альбом американской автора-исполнителя Челси Вулф, выпущенный 28 декабря 2010 года лейблом Pendu Sound Recordings. Альбом получил в целом положительные отзывы музыкальных критиков, которые Вулф сравнивали с Пи Джей Харви.

## Предыстория и запись
В 2006 году Вулф записала альбом под названием «Mistake in Parting», хотя он так и не был официально выпущен. Об альбоме Вулф сказала следующее: 

Мне был 21 год, и я написала дерьмовый альбом для расставания с певцом и автором песен. Тогда я даже не хотела по-настоящему становиться музыкантом, но многие мои друзья сказали: «Давай сделаем это, у меня есть друзья-продюсеры», и они помогли мне записать этот ужасный, перегруженный продюсированием альбом… Я как бы сделала перерыв в музыке на некоторое время, так как была недовольна тем, что делала.
. Позже Вулф прокомментировала, что она отказалась от альбома в основном потому, что он был написан о личных событиях в её жизни: 

Я писала действительно личные вещи о своей собственной жизни, и я совсем не чувствовала себя комфортно… Я не хотела, чтобы моя музыка была настолько сосредоточена на мне самой, и мне просто нужно было найти новую перспективу.
После того, как Челси Вулф отошла от музыки, которую она сочиняла в молодости, летом 2009 года она отправилась в европейское турне с группой артистов перформансов, играя в необычных местах, включая соборы, подвалы и старые атомные станции, для всех желающих. Вернувшись домой, она пересмотрела свой подход к созданию музыки и начала сочинять и записывать на свой старый 8-дорожечный магнитофон Tascam 488, и эти записи в конечном итоге привели к появлению «The Grime and the Glow». Вулф заявила, что она начала писать песни, когда ей было 9 лет, но только когда ей исполнилось 25, она решила выпустить свою музыку. Треки «Bounce House Demons» и «Moses» были переработаны для второго студийного альбома Вулф «Apokalypsis» (2011 год), причём первый был переименован в «Demons».

## Отзывы критиков
| Оценки критиков     | Оценки критиков |
| Источник            | Оценка          |
| ------------------- | --------------- |
| AllMusic            | [ 6 ]           |
| Fine Print Magazine | (благоприятно)  |
| Spectrum Culture    | [ 5 ]           |

«The Grime and the Glow» получил в целом положительные отзывы музыкальных критиков. Крис Паркс из CNN описал альбом как «экспериментальный», lo-fi-ный по звучанию, который продемонстрировал её вокальное мастерство". Хизер Фарес из AllMusic сочла, что этот альбом "показал всё, на что Вулф способна с помощью простейших инструментов», и сравнила альбом с «White Chalk» Пи Джей Харви в её унылом минимализме с исследованиями красоты, шума, и террора". Джон Сэнт из журнала Fine Print Magazine также сравнил её с Харви, но заявил, что «Вулф больше соответствует угрожающему спиритуализму Ника Кейва и фирменному стилю психоделической пустой пустыни Криса Госса». Эндрю Захер из BrooklynVegan охарактеризовал альбом как «самостоятельно записанная жемчужина, в которой удачно сочетаются дарк-фолк, нойз и этереальность певицы Grouper». В обзоре «Spectrum Culture», подготовленном для переиздания «The Grime and the Glow», Натан Стивенс выразил мнение, что пластинка была «записана в такой мрачной и грязной манере, что её можно было бы записать десятилетия назад», добавив, что это «придаёт альбому силу».

## Список композиций
Слова и музыка всех песен — Челси Вулф, за исключением отмеченных.
| №                   | Название                    | Длительность |
| ------------------- | --------------------------- | ------------ |
| 1.                  | «Advice & Vices»            | 2:52         |
| 2.                  | «Cousins of the Antichrist» | 2:45         |
| 3.                  | «Moses»                     | 4:57         |
| 4.                  | «Deep Talks»                | 3:18         |
| 5.                  | «Fang»                      | 2:12         |
| 6.                  | «Benjamin»                  | 4:19         |
| 7.                  | «The Whys»                  | 3:51         |
| 8.                  | «Noorus»                    | 3:29         |
| 9.                  | «Halfsleepere»              | 6:01         |
| 10.                 | «Bounce House Demons»       | 3:20         |
| 11.                 | «Widow»                     | 3:54         |
| Общая длительность: | Общая длительность:         | 40:58        |

| №                   | Название                                        | Автор(ы)                      | Длительность |
| ------------------- | ----------------------------------------------- | ----------------------------- | ------------ |
| 12.                 | «Gene Wilder»                                   |                               | 3:01         |
| 13.                 | «Move»                                          |                               | 1:38         |
| 14.                 | «You Are My Sunshine» (кавер на Джимми Дейвиса) | Джимми Дейвис, Чарльз Митчелл | 6:43         |
| Общая длительность: | Общая длительность:                             | Общая длительность:           | 53:12        |

| №                   | Название                    | Длительность |
| ------------------- | --------------------------- | ------------ |
| 1.                  | «Advice & Vices»            | 2:52         |
| 2.                  | «Cousins of the Antichrist» | 2:45         |
| 3.                  | «Moses»                     | 4:57         |
| 4.                  | «Deep Talks»                | 3:18         |
| 5.                  | «Fang»                      | 2:12         |
| 6.                  | «Benjamin»                  | 4:19         |
| 7.                  | «The Whys»                  | 3:51         |
| 8.                  | «Noorus»                    | 3:29         |
| 9.                  | «Gene Wilder»               | 3:01         |
| 10.                 | «Halfsleeper»               | 6:01         |
| 11.                 | «Bounce House Demons»       | 3:20         |
| 12.                 | «Sirenum Scopuli»           | 2:00         |
| 13.                 | «Widow»                     | 3:54         |
| Общая длительность: | Общая длительность:         | 45:59        |

## Участники записи
- Челси Вулф — вокал, гитара, продюсирование
- Бен Чисхолм — фортепиано
- Кевин Доктер — соло-гитара
- Дрю Уокер — ударные
- Эддисон Куорлз — бас-гитара